# Raffaele Macario
Raffaele Macario (* 9. September 1909 in Torre Annunziata; † 7. Dezember 1993) war ein italienischer Bischof.
Macario wurde am 26. Mai 1932 zum Priester geweiht. Papst Pius XII. ernannte ihn am 21. Juni 1948 zum Weihbischof in Albano und Titularbischof von Tiberias. Egisto Domenico Melchiori, Bischof von Tortona, spendete ihn am 25. Juli 1948 die Bischofsweihe. Mitkonsekratoren waren Francesco Orlando, Bischof von San Severo, und Silvio Cassulo, Bischof von Macerata e Tolentino. Papst Paul VI. ernannte ihn entsprechend der Regelung in Suburbicariis sedibus am 29. September 1966 zum ersten Diözesanbischof von Albano. Zuvor nahm der Kardinalbischof von Albano die bischöflichen Aufgaben war. Er nahm an allen vier Sitzungen des zweiten Vatikanischen Konzils teil. Am 11. Juni 1977 nahm Papst Paul VI. seinen Rücktritt an.